# Opistognathus robinsi
Opistognathus robinsi är en fiskart som beskrevs av Smith-vaniz, 1997. Opistognathus robinsi ingår i släktet Opistognathus och familjen Opistognathidae. Inga underarter finns listade i Catalogue of Life.